# Escena punk de California
Se conoce como escena punk de California a la explosión de música y bandas de punk rock que tuvo lugar en California a finales de los años 1970 y que perdura hasta hoy. Originalmente la escena se concretó a partir de bandas procedentes de las áreas de Los Ángeles, Orange County, San Francisco y San Diego.

## Historia

### Anterior a 1976
La ciudad de Los Ángeles fue testigo de una importante escena glam rock a comienzos de los 70, así como en Nueva York y Londres, y muchas de las figuras de este estilo musical jugarían un notable papel en la escena punk posterior. Dicha escena angelina de glam rock se centró en un club llamado English Disco, dirigida por Rodney Bingenheimer, quien más tarde sería disk jockey del programa "Rodney on the Rock" de la KROQ y que promocionó notablemente la escena punk californiana desde su radio apoyando a bandas como Social Distortion.
A mediados de los años 70, emergió una oleada de bandas protopunk como The Runaways, The Dogs, The Pop! o The Quick.

### 1976–1980
Siguiendo el ejemplo del protopunk de unos Stooges o unos New York Dolls, a partir de 1976 se sucedieron las explosiones de diversas bandas punk como Ramones (en Nueva York), The Sex Pistols, The Clash o The Damned (en el Reino Unido), y un importante número de bandas formadas en las áreas de San Francisco y Los Ángeles. Entre ellas estaban  The Bags en Los Ángeles, The Weirdos, The Germs, The Dils, The Screamers, The Dickies, X, The Plugz, The Zeros y The Avengers, The Nuns, Crime, Mutants, Negative Trend y The Dead Kennedys en San Francisco. El punk californiano de este período fue musicalmente muy ecléctico y la escena punk del momento incluía a bandas cuyo sonido era fuertemente cruzado con art punk, new wave, synthpunk, rockabilly, chicano rock y hard rock.
Alrededor de 1978 y 1979 en Southern California, las primeras bandas hardcore punk que surgieron incluyeron grupos como Middle Class, Black Flag y the Circle Jerks. Las bandas hardcore y los seguidores tendían a ser más jóvenes que los punks de la antigua escena angelina y provenían, principalmente, de los suburbios de Los Ángeles y San Diego, especialmente de la Bahía Sur y Orange County. Esto resultó en una rivalidad entre la escena antigua hollywoodiense y la nueva escena "suburban", "surf punk" o "beach punk". Aquellos de la escena de Hollywood mostraban a menudo su antipatía a lo que ellos vieron como la estrechez musical del hardcore y la violencia asociada con los punks "suburban", mientras que éstos despreciaban lo que percibieron como la carencia de intensidad de la antigua escena de Hollywood. El documental de Penelope Spheeris titulado The Decline of Western Civilization, grabado en 1979 y 1980, documentaba el período de transición entre la vieja escena de LA y la nueva escena hardcore y mostraba actuaciones de bandas de ambas escenas. El documental fue grabado en parte en conciertos punk sponsorizados y promovidos por David Ferguson, quien en 1979 formó CD Presents, sello discográfico que promovería a numerosas bandas pioneras de la escena punk californiana. Ferguson y CD Presents organizaron New Wave 1980, el primer festival de bandas punk de la Costa Oeste.
En 1981, el hardcore había desplazado en gran parte a la escena de Hollywood y se convirtió en la expresión dominante del norte y sur de California. En ese momento, muchas de las viejas bandas punk se separaron o se volvieron inactivas. Algunos, como The Go-Go's, The Dickies y X, lograron el éxito mainstream (en ocasiones abandonando enteramente la tendencia punk), mientras que otros, como The Dead Kennedys, se sumergieron en el hardcore.

### 1981-1986
A comienzos de los años 1980 en California, el hardcore era la forma dominante de punk. Muchos consideraban que Black Flag iba a ser la banda hardcore definitiva de todos los tiempos. Otras bandas notables del momento en el panorama hardcore californiano eran los Circle Jerks, The Adolescents, Bad Religion, Minutemen, Fear y TSOL en Southern California, y The Dead Kennedys o Crucifix en el área de la bahía de San Francisco. Los Ángeles se convirtió además en lugar de peregrinaje para un buen número de bandas hardcore texanas, que se establecieron en dicha ciudad: MDC, DRI, The Big Boys, Rhythm Pigs, etc. 
Aunque el hardcore fue el dominante durante este período, el punk comenzó a diversificarse. Agent Orange tenía una evidente influencia del surf rock, mientras que The Angry Samoans recibían influencias del garage rock de los 60. Descendents y The Vandals desarrollaron un sonido que más tarde sería reconocido como punk pop. Flipper, por su parte, no terminaba de entrar en la dinámica hardcore y, en lugar de eso, tenían un lento y distorsionado sonido pesado de bajo que algunos reconocieron como influencia en la música grunge posterior. Social Distortion se hizo popular tocando un punk tradicional influenciado por los Sex Pistols e incluso The Rolling Stones. 
El heavy metal significó también, a medida que avanzaba la década, una fuerte influencia para muchas bandas hardcore punk del momento con grupos como Suicidal Tendencies, Black Flag y TSOL aventurándose en sonidos heavy metal a lo largo de sus carreras. Los géneros crossover thrash y metalcore nacieron fruto de esta fusión.
La escena hardcore, particularmente en Los Ángeles y Orange County, ganó reputación por su violencia ya que varias pandillas punk violentas se formaron en Southern California y porque los skinheads se adentraron en la escena punk tanto en el norte como en el sur de California. Estos actos vandálicos en los conciertos de punk aparecieron en episodios de las populares series de televisión CHiPs y Quincy, M.E., en donde los punks de Los Ángeles aparecían implicados en asesinatos y caos. A comienzos de los 1980, en los conciertos de punk eran cada vez más comunes las violentas batallas entre la policía y el público punk, especialmente en Los Ángeles y San Francisco. Una de las bandas más vigiladas fueron Black Flag y Henry Rollins, su vocalista, aseguró que, desde su experiencia, la policía causaba más problemas de los que resolvía en las actuaciones punk.
Muchas letras de canciones punk durante este período se concentraban fuertemente en la política democrática, de izquierdas o progresista, y eran vistas como una reacción a la política de la era de Ronald Reagan.

### 1987-1995

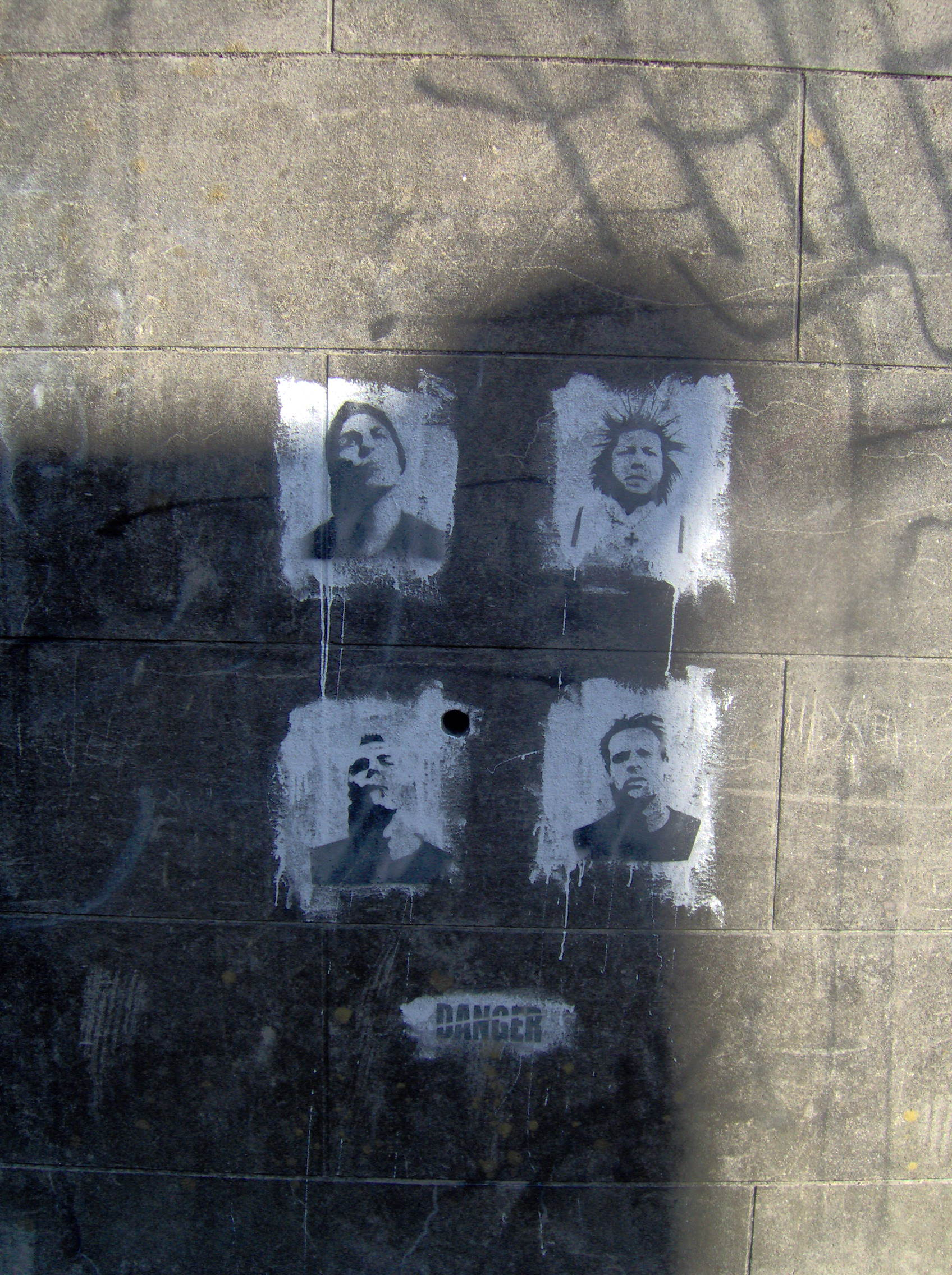
Grafiti de los componentes de Rancid.

A finales de los años 1980, bandas como Black Flag, Dead Kennedys, Descendents o Flipper se habían desintegrado (aunque Descendents volverían y se separarían continuamente) y una nueva oleada se estaba gestando en el área de San Francisco. Esta nueva escena produjo bandas como Crimpshrine, Green Day, AFI, Good Riddance, Jawbreaker, The Lookouts, The Mr. T Experience, NOFX, No Use for a Name, Rancid, Samiam y Swingin' Utters. También en el área de Los Ángeles se formaron grupos tales como Guttermouth, Jughead's Revenge, Lagwagon, The Offspring y Pennywise. En San Diego, por su parte, surgió una oleada de bandas punk rock y post-hardcore en las que se encontraban Pitchfork, Rocket From the Crypt, Drive Like Jehu y Unwritten Law. Algunas de estas agrupaciones jugaron un important papel en el movimiento conocido como math rock.
Durante esta época el queercore, spin-off del punk, logró cierta audiencia en San Francisco y Los Ángeles. Bandas que abanderaron este fenómeno fueron Pansy Division o Tribe 8, las cuales trabajaban con sellos específicos queercore como Outpunk y otras discográficas punk como Alternative Tentacles y Lookout! Records. Este último sello, formado en Berkeley, California, logró un relativo éxito a comienzos de los 1990 al firmar los dos primeros álbumes de Green Day (también naturales de Berkeley), 39/Smooth y Kerplunk, además de EP y discos recopilatorios.
A diferencia de la última oleada de bandas de música más agresiva y letras dirigidas a la política, muchas de las bandas de San Francisco (salvo algunas excepciones como Green Day y NOFX) tuvieron mayor influencia de la música de Descendents, Social Distortion y Bad Religión con sonidos más orientados al skate punk y con temática más desenfadada.

### Éxito comercial

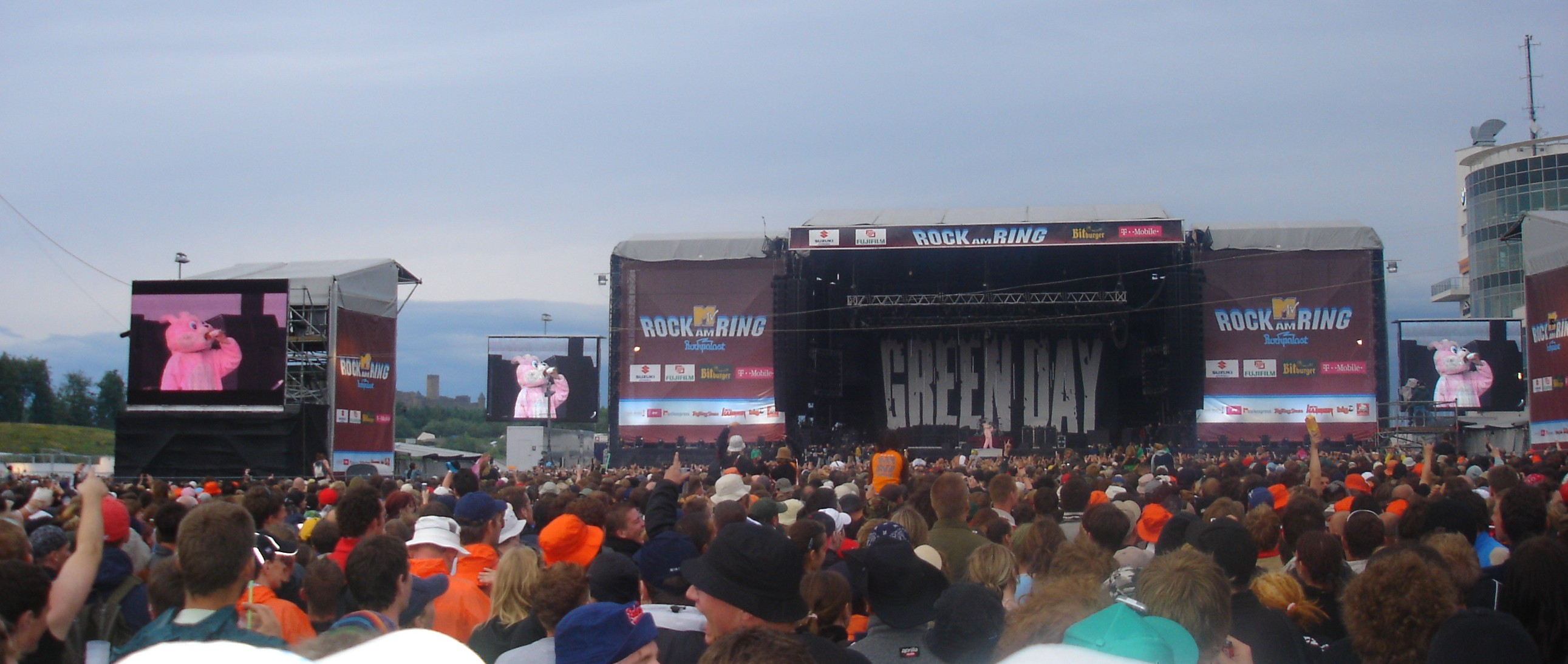
Green Day durante el American Idiot Tour

En 1989 Social Distortion firmó por Epic Records convirtiéndose en la primera banda de la escena en firmar por una discográfica multinacional. Su álbum, autotitulado Social Distortion, logró cierto éxito, colocando todos los sencillos del álbum, «Let It Be Me», «Ball and Chain», «Story of My Life» y la versión de Johnny Cash «Ring of Fire» en el top 25 de Modern Rock Tracks.
En 1993, Green Day firmó con Reprise Records y lanzó su tercer y más exitoso álbum hasta la fecha, Dookie, en 1994. El disco se convirtió en un fenómeno de masas, logró grandes críticas de la prensa especializada y de la prensa general incluyendo la revista Time, que lo calificó como "mejor álbum de rock de 1994 y uno de los tres mejores de la música de ese año". En cuanto a número de ventas fue y continúa, aún hoy en día, siendo el disco más vendido de la historia de la banda con 15 millones de copias. Poco tiempo después del lanzamiento de Dookie y aún en ese mismo año, The Offspring lanzó su también tercer álbum de estudio, Smash, el cual logró una gesta incluso superior al de sus vecinos Green Day, ya que Smash logró el hito de ser el disco más vendido de la historia por un sello independiente, Epitaph Records, con más de 11 millones de copias en 1994.
La cosecha de 1994 fue muy prolífica, ya que aún se lanzó un álbum definitivo en la carrera de NOFX con Punk in Drublic, lanzado también mediante Epitaph, sello discográfico fundado por Brett Gurewitz, guitarrista de Bad Religion. Bad Religion fichó por Atlantic y lanzó Stranger than Fiction, su debut con la multinacional y de gran nivel de aceptación en cuanto a ventas. Por último, 1994 también fue testigo del debut de la banda de San Diego, Blink-182, que lanzó Cheshire Cat mediante el sello local Cargo Music. The Offspring, Green Day y Blink-182 (quienes más tarde serían la referencia del punk pop de mediados-finales de los 1990) continuaron con una línea de punk rock en la que la temática era típicamente adolescente y con dosis de humor, algo que ya venían haciendo grupos californianos como The Vandals, grupo que ayudó a Blink-182 en sus inicios en San Diego al incluirlos en sus conciertos. Otras bandas como NOFX combinaban el humor con temáticas políticas y comprometidas socialmente.
En 1995, Epitaph logró otros dos grandes éxitos con ...And Out Come the Wolves de Rancid y About Time, de Pennywise, considerado como uno de los mejores trabajos de la banda y que sería el último con el bajista Jason Thirsk, antes de que se suicidase. El éxito de estas bandas favoreció el de otras como No Doubt, Sublime y Reel Big Fish, bandas propiamente ska punk con incluso influencias de reggae (en el caso de Sublime).

## Salas notorias
- 924 Gilman Street - Berkeley, 1986–presente
- Barrington Hall – Berkeley, hasta 1984
- The Casbah – San Diego, 1989–presente
- Cathay De Grande – Hollywood, 1980s
- Che Cafe – San Diego, 1980–presente
- Club Foot – San Francisco, 1978–1985
- Club Vex – Este de Los Ángeles, 1980s
- Cobalt Cafe Canoga park 1990-presente
- Cuckoo's Nest – Orange County, finales de los 70-comienzos de los 80
- The Deaf Club – San Francisco, 1978–1979
- The Elite Club –  San Francisco, comienzos de los 80
- Fairmont Hall - San Diego, 1982-1985
- The Farm – San Francisco, finales de los 70-comienzos de los 80
- Fleetwood – South Bay, finales de los 70-comienzos de los 80
- The Glass House – Pomona, desconocido-presente
- The Headquarters Nite Club - San Diego, 1981-1983
- Jabberjaw Coffeehouse - Los Ángeles, 1992-1996
- Journey Night Club - San Diego, 1981-1982
- Kings Road Cafe - San Diego, 1982-1984
- Mabuhay Gardens – San Francisco, 1976–1986
- Madame Wong's – Los Ángeles, 1978–1985
- North Park Lions Club - San Diego, 1979-1982
- The Masque – Los Ángeles, 1977–1979
- On Broadway – San Francisco, 1980–1984
- The Roxy - Los Ángeles, 1973-presente
- Ruthie's Inn – Berkeley, 1980s
- The Skeleton Club - San Diego, 1978-1979
- Slims - San Francisco
- The Smell – Los Ángeles, 1997–presente
- Sound of Music – San Francisco, comienzos 1980s
- Starwood Club – Los Ángeles, finales de los 70-comienzos de los 80
- Target Video – San Francisco, 1978–1981
- Temple Beautiful – San Francisco, 1978–1980
- Valencia Tool & Die – San Francisco, finales de los 70-comienzos de los 80
- Whisky a Go Go – Los Ángeles, 1964–1982, 1986–presente

## Sellos notorios
Mientras que algunas bandas como Green Day, Offspring y AFI aparecen en grandes multinacionales, muchas de las bandas firman por sellos punk independientes. Muchas de esas discográficas fueron iniciadas por músicos locales como medio de vender sus álbumes, pero crecen en sellos con un gran catálogo de artistas. Algunas de esas discográficas son:
- Adeline Records - comenzada por Billie Joe Armstrong, de Green Day
- Alternative Tentacles - comenzada por Jello Biafra, de Dead Kennedys
- Asian Man Records - comenzada por Mike Park, de Skankin' Pickle
- Bomp! Records
- CD Presents - comenzada por David Ferguson
- Dangerhouse Records - comenzada por el antiguo miembro de Screamers David Brown
- Epitaph Records - fundada por Brett Gurewitz, guitarrista de Bad Religion
- Fat Wreck Chords - propiedad de Fat Mike, líder de NOFX
- Frontier Records
- Geykido Comet Records
- Hellcat Records - dirigida y creada por Brett Gurewitz y Tim Armstrong, líder de Rancid
- Kung Fu Records - propiedad de Joe Escalante y Warren Fitzgerald
- Lookout! Records - creada por Larry Livermore, de The Lookouts
- Mordam Records
- Mystic Records
- New Alliance Records - comenzada por The Minutemen
- Nitro Records - fundada por Dexter Holland y Greg K, de Offspring
- Posh Boy Records
- Punkcore Records
- Slash Records - asociada a la fanzine Slash
- SST Records - fundada por el guitarrista de Black Flag Greg Ginn
- Subterranean Records
- Sympathy for the Record Industry
- What? Records